# Passerelle d'Alfortville
La passerelle d'Alfortville  est une passerelle piétons-cycles franchissant la Marne et son chemin de halage pour relier les communes de Charenton-le-Pont et d'Alfortville, juste en amont du confluent de la Marne et de la Seine.

## Accès

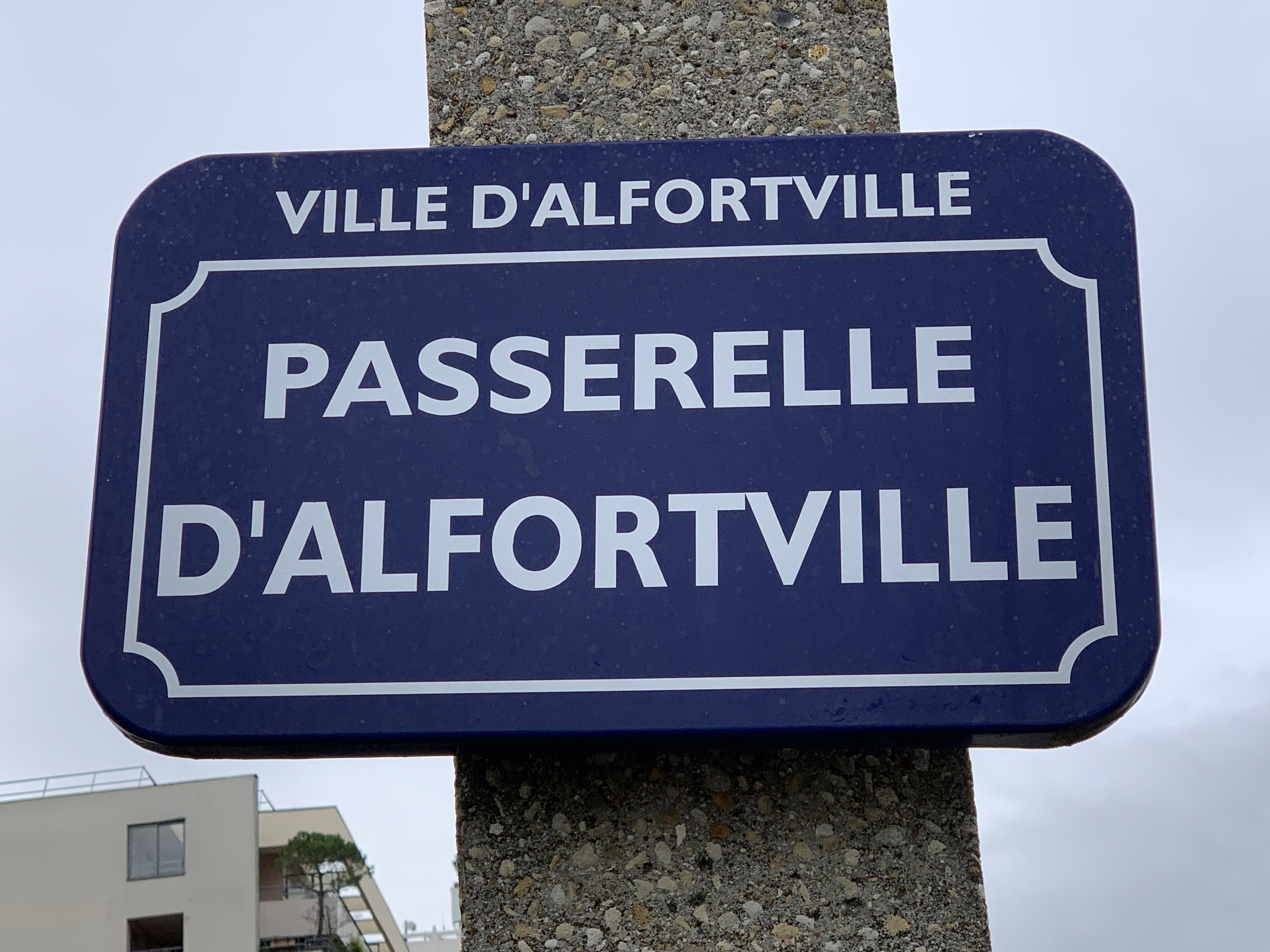
Plaque passerelle d'Alfortville.

La passerelle relie le quai d’Alfortville au chemin de l'ancienne écluse sur l’île Martinet à Charenton-le-Pont. Au-delà de cette île on peut gagner la porte de Bercy par le quai de Charenton ou rejoindre le centre de Charenton par le pont de l'île Martinet qui enjambe l’autoroute A 4, le quai des Carrières et l’avenue Victor-Hugo.
Elle relie  les  itinéraires cyclables du Val-de-Marne numéro 2 de Paris-porte de Bercy aux berges de la Marne par le quai de Charenton et numéro 12 d’Alfortville à Villeneuve-Saint-Georges par les quais et berges de Seine en rive droite.
La station de métro la plus proche est École Vétérinaire de Maisons-Alfort  de la ligne 8.

## Description
La passerelle est un pont-poutre en acier sur piles en béton réservé aux piétons et aux véhicules non motorisés comprenant des rampes d’accès.

## Histoire
Une première passerelle métallique fut construite en 1897 pour donner aux habitants de la commune d’Alfortville, qui venait d’être créée par scission avec celle de Maisons-Alfort, un accès direct à la gare de Charenton évitant le détour par le pont de Charenton.  Cette gare située rue de l’embarcadère à l’ouest de la voie ferrée (du côté du quai des Carrières) qui datait de l'ouverture de la ligne en 1849, fut déplacée de l'autre côté de la voie ferrée en 1905 à l'emplacement du fond de l'actuelle déchetterie de la rue du Séjour puis fermée en 1942 et son bâtiment fut détruit dans les années 1970. Cette première passerelle enjambait successivement d'Alfortville à Charenton, la Marne, l'île Martinet et le canal de Saint-Maurice. La passerelle fut refaite en 1952 après le comblement du canal de Saint-Maurice et le passage de la route nationale 4 à son emplacement, puis remplacée en 1972 par la passerelle actuelle plus courte lors de la construction de l’autoroute A 4 et la restructuration de l'environnement de l’île Martinet qui s'est ensuivie.
En 2021, constatant le vieillissement du béton, la corrosion du métal, des fissures sur le tablier et les piles, des riverains craignant une fermeture brutale de la passerelle, se manifestent pour réclamer une remise en état.
Pour des raisons de sécurité, la passerelle est fermée depuis le 2 mai 2025, pour une durée indéterminée.